# Autochromverfahren

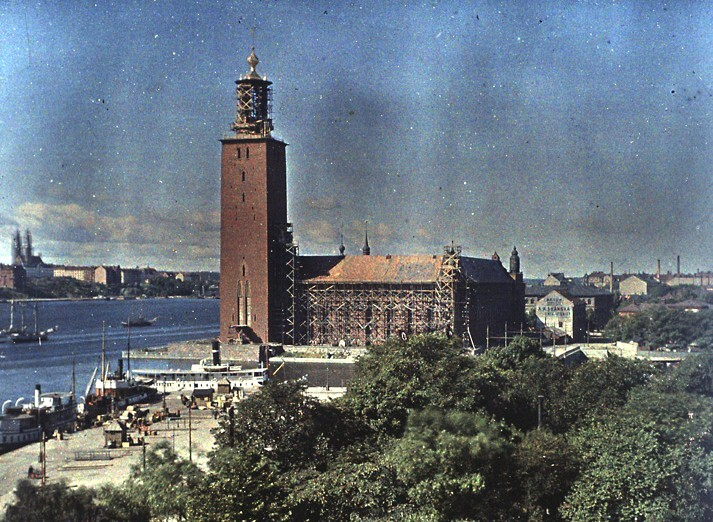
Stockholms stadshus im Bau, Autochrom von Gustaf W. Cronquist aus dem Jahr 1921.

Als Autochromverfahren bezeichnet man ein frühes Verfahren zur Fertigung farbiger Fotografien in Form eines Diapositivs. Es wurde 1903 von den Gebrüdern Auguste und Louis Lumière in Lyon entwickelt. Mit dem auf Farbrasterung basierenden Verfahren war es erstmals möglich, ein Farbbild mit einer einzigen Aufnahme zu erzeugen. Voraussetzung für die sehr realistische Farbwiedergabe durch die Autochromes war die vorausgegangene Entwicklung panchromatischer Emulsionen, also lichtempfindlicher Substanzen, die alle Farben des Farbspektrums gleichmäßig wiedergeben. Allerdings war und blieb die Belichtungszeit für eine Aufnahme sehr lang.

## Technisches Verfahren
Die Idee, eine Fotoemulsion durch ein Punktraster aus den drei Grundfarben zu belichten, hatte 1869 erstmals Louis Ducos du Hauron, der seine Verfahren auch patentieren ließ. Zu dieser Zeit war die Bildbeständigkeit noch ein ungelöstes Problem. Die apparaturtechnische Entwicklung brachte zunächst unterschiedliche Dreifarbenkameras und -projektoren (Chromoskop) hervor, die Belichtung und Projektion der bisher drei nach- oder nebeneinander zu machenden schwarzweißen Farbauszugsnegative (engl. Tripack) vereinfachten: die Glastrockenplatten wurden durch Wechselschlitten transportiert und über Strahlenteiler belichtet, bzw. projiziert (Apparate von Frederic Eugene Ives, Léon Vidal und Adolf Miethe). Für die erste Farbfotoplatte auf dem Markt verwendete der Schotte James Mc Donough aus Chicago 1892 eine Schicht feiner Schellackkörnchen, die zu drei gleichen Teilen rot, gelb und blau gefärbt waren, durch welche die Silberemulsion belichtet wurde. Der Ire John Joly bot 1897 Fotoplatten als Joly Colour Screen an, deren Prinzip der dreifarbigen Linienrasterung von Mc Donough übernommen und verfeinert wurde und in Frankreich und England noch bis in die 1950er Absatz fand (Dufaycolor).
Die Brüder Lumière hatten zunächst ihre Experimente mit der Farbfotografie zu Gunsten des Interferenzverfahrens aufgegeben, das der Physiker Gabriel Lippmann 1891 erfunden hatte. Diese einzige ohne chemische Zwischenschritte funktionierende Methode funktionierte nach dem Prinzip stehender Lichtwellen (für deren Entdeckung Lippmann 1908 den Nobelpreis bekam). Um sie von der Seite betrachten zu können, wurde sie in einer Schachtel mit einer reflektierenden Schicht flüssigen Quecksilbers als Unterlage präsentiert.
Autochromplatten wurden erstmals 1907 verkauft und arbeiteten nach dem Kornrasterverfahren.

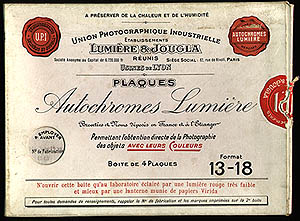
Verkaufsverpackung der Plaques Autochromes Lumière von Lumière et Jougla (nach dem 1. April 1911)

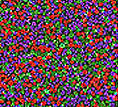
Schema der als Kornraster dienenden Schicht aus farbigen Stärkekörnchen einer Autochromplatte

Zur Herstellung der Autochromplatten nach dem Verfahren der Brüder Lumière brachte man mit einem Dachshaarpinsel auf eine mit Kleber überzogene Glasplatte eine extrem dünne Schicht aus orangerot, grün und violett eingefärbten Kartoffelstärkekörnchen mit einem Durchmesser von circa 15 µm bis 20 µm auf. Die Körnchen waren so gemischt, dass keine der drei Farben hervortrat und wurden so aufgetragen, dass die Schicht nur ein Korn dick war. Um den Durchtritt weißen Lichts zu verhindern, füllte man die aufgrund der ovalen Kornform auftretenden Zwischenräume mit pulverisierter Holzkohle.
Die Schicht aus Stärkekörnchen wurde mit einem Firnis mit kleinerem Brechungsindex abgedeckt und anschließend als lichtempfindliche Schicht eine panchromatische Silberbromid-Gelatine-Emulsion aufgebracht.
Die Belichtung der Platte in der Kamera erfolgte von der unbeschichteten Seite der Glasplatte aus, also durch die farbigen Stärkekörnchen hindurch. Damit erhielten die hinter einem violetten Stärkekörnchen liegenden Silberbromid-Kristalle nur violettes Licht. Bei der anschließenden Entwicklung schwärzten sie sich folglich nur entsprechend dem Violettanteil des Lichtes an der betreffenden Stelle. Analoges gilt für die hinter orangerot bzw. grünen Stärkekörnchen liegende Kristalle.
Die belichtete Platte wurde in einem konventionellen Schwarzweiß-Prozess entwickelt. Betrachtete man sie anschließend in weißem Licht, sah man ein Farbnegativ: Wo das Original einen hohen Violettanteil besaß, hatten sich die hinter den violetten Stärkekörnchen liegenden Silberbromidkristalle stark geschwärzt. Durch das nach wie vor vorhandene violette Stärkekörnchen konnte damit kaum noch Licht durchtreten. Für die anderen beiden Farben gilt entsprechendes.
Um ein farbrichtiges Bild zu erhalten, musste die Autochromplatte folglich auf eine weitere Autochromplatte umkopiert werden. Dazu wurde mithilfe des Farbnegativs eine weitere Autochromplatte belichtet und wiederum entwickelt. Durch die zweimalige Umkehrung entstand so ein farbrichtiges Positiv.
Anstelle des Umkopierens war auch eine Umkehrentwicklung möglich, die in einem Arbeitsgang gleich ein Diapositiv lieferte.
Der Farbeindruck im Auge resultierte in allen Fällen (bei ausreichendem Betrachtungsabstand) wie beim Farbdruck, Farbbildschirm oder pointillistischen Gemälden aus der additiven Farbmischung der nebeneinanderliegenden unterschiedlich farbigen Bildpunkte.
Bei dem 1916 auf den Markt gebrachten Autochrommaterial der Firma Agfa („AGFA-Farbenplatte“) dienten keine Kartoffelstärkekörnchen, sondern feinste Farbtröpfchen als Farbraster. Das AGFA-Verfahren hatte, da die Tröpfchen unmittelbar aneinanderstießen, den Vorteil, dass keine Lücken zwischen den Farbpartikeln mit Kohlestaub maskiert werden mussten. Die AGFA-Farbenplatte wirkte daher etwas heller und transparenter als die Autochromplatte der Brüder Lumière. Bei der 1923 erschienenen sogenannten „Neuen AGFA-Farbenplatte“ konnte die Empfindlichkeit noch gesteigert werden. Aufgrund einer dünneren Farbtröpfchenschicht wirkten die mit ihr aufgenommenen Bilder brillanter bei zugleich verbesserter Farbwiedergabe.

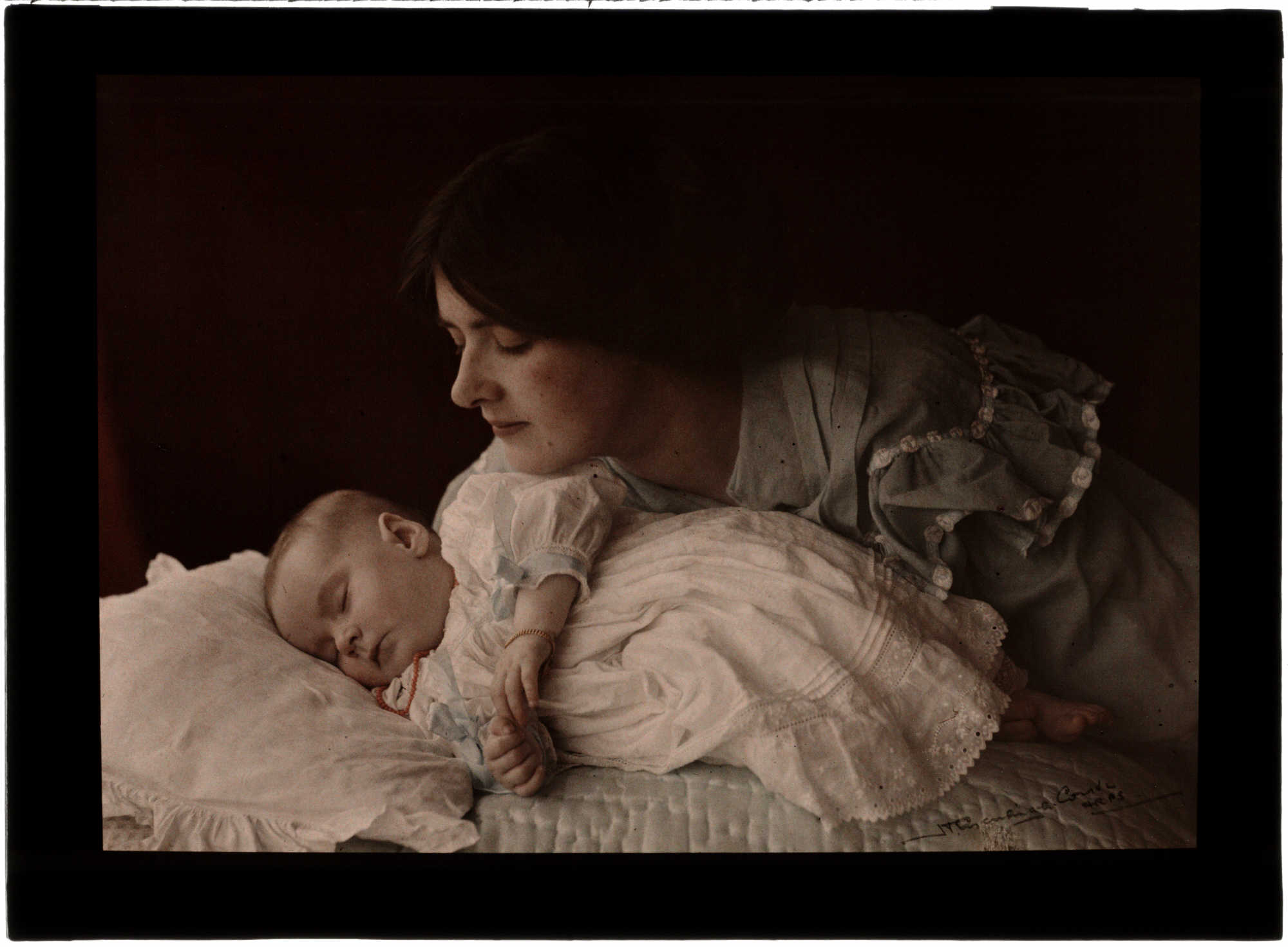
Henry Essenhigh Corke: Mother and Child (Autochrom, 1912)

## Plattenformate
4-5, 5-7, 6-13, 8-9, 9-12, 10-15, 13-18, 18-24, 45-107, 3 1/4-4 1/4 und 2½-3½.Maßeinheit?

## Erste Anwender und Verbreitung
Die Gebrüder Lumière stellten das Autochromverfahren am 10. Juni 1907 im Photo-Club de Paris der Öffentlichkeit vor. Zu dieser Zeit hielten sich Alfred Stieglitz und Edward Steichen in Paris auf, letzterer war bei der Präsentation zugegen. Steichen, Stieglitz, Frank Eugene und Heinrich Kühn erprobten das neue Verfahren noch im Sommer 1907 intensiv während eines Aufenthalts im bayrischen Tutzing. Erste Ergebnisse wurden von Stieglitz nach Rückkehr in die USA in seiner Galerie 291 bereits im September 1907 der Öffentlichkeit vorgestellt. Weitere anerkannte Fotografen wie Nicola Perscheid oder Emma Barton nutzten die neuen Möglichkeiten alsbald, doch blieb die nachhaltige Verbreitung des Verfahrens im Wesentlichen auf Frankreich beschränkt, wo auch Jacques-Henri Lartigue ab 1912 für 15 Jahre Autochrome herstellte, um schließlich frustriert aufzugeben, da sie zu Momentaufnahmen nicht fähig war. Dagegen war Autochrome gut geeignet für die Wiedergabe von Architektur und Innendekoration, wie sie Léon Gimpel für L’Illustration besorgte.
Schon 1908 wurden erste Autochrome durch Farbdrucke reproduziert, obwohl die Drucktechnik nicht an den optischen Eindruck des projizierten Autochromdias heranreichen konnte. Eine geplante Sondernummer der Zeitschrift Camera Work wurde nicht realisiert, doch ein, von Charles Holme in Zusammenarbeit mit Alvin Langdon Coburn 1908 herausgegebenes, Sonderheft von The Studio versammelte Autochrom-Reproduktionen von James Craig Annan, Kühn, Adolphe de Meyer, George Bernard Shaw und Coburn. Einzelne positive Papierkopien konnten mit Utopapier, Askandruck oder nach Anfertigung von einfarbigen Teilnegativen auch dreifarbigem Bromöldruck hergestellt werden. 1909 wurden auf der International Exhibition of Pictorial Photography in New York 40 Autochromabzüge ausgestellt.
Im Jahre 1909 begann der französische Spekulant und Philanthrop Albert Kahn mit einer enzyklopädischen Bildkollektion, zunächst mit Stereoskopien, die 1912 Les Archives de la Planète („Die Archive des Planeten“) getauft wurde und von da an, neben Auguste Léon u. a. die Fotografen Stéphane Passet und  Léon Busy um die Welt schickte, vor allem Farbfotos im Autochrom-Verfahren herzustellen. 20 % der heutigen Sammlung machen Bilder des Ersten Weltkrieges aus, wofür (nach einem Übereinkommen mit dem französischen Militär) Projektressourcen abgezweigt wurden. Beim Börsenkrach von 1929 verlor Kahn sein Vermögen und das Unternehmen wurde 1932 eingestellt. Insgesamt 72 000 Autochrome bilden neben weiteren Foto- und Filmdokumenten den Kernbestand der Archives de la Planète.

## Konkurrenz- und Nachfolgeverfahren
Schon vor dem Ersten Weltkrieg erfreuten sich mit speziellen tragbaren Holzgestellen anzusehende stereoskopische Autochromes mit plastischer, sprich dreidimensionaler Wiedergabe in natürlichen Farben großer Beliebtheit.
Die Brüder Lumière stellten bereits 1913 täglich über 6.000 Autochromplatten her und in den 30 Jahren seit 1907 wurden insgesamt rund 20 Millionen Aufnahmen mit ihnen gemacht. Das Verfahren konnte sich letztlich nicht gegen die neue und im Prinzip gültig bleibende Generation des Dreischichtfarbfilms von Agfa und Kodak behaupten. Die Herstellungskosten und damit auch der Anschaffungspreis waren noch zu hoch und Autochromplatten verlangten zudem nach einer sechzig- bis achtzigfach längeren Belichtungszeit als das seinerzeit gebräuchliche Schwarzweiß-Trockenplattenmaterial. Dieses hatte zunächst maximal 3 ASA nach neuerer Norm (ab 1960), die „AGFA-Spezialplatte“ ab 1914 maximal 6 ASA. Dies verhinderte vor allem seinen Gebrauch im noch wichtigsten Marktsegment der Porträtfotografie. Der geringere Dynamikumfang gegenüber Schwarzweißmaterial war ein weiteres Problem, vor allem bei Landschaftsaufnahmen.
Autochrom wurde daher recht schnell von den 1936 eingeführten Agfacolor und Kodachrome, dessen anfängliche Lichtempfindlichkeit bei 20 ASA lag, verdrängt. Beide wurden außerdem als 35-mm-Kleinbildrollfilm angeboten, was endlich das ungeheure Potential des Amateurmarktes generierte und dem aufblühenden Fotojournalismus Anfang der 1950er zur Farbe verhalf.
Bereits vor Beginn der 1920er Jahre wurde Autochrom als flexibler Rollfilm angeboten, um bewegte Bilder festzuhalten, was keinen Erfolg hatte, da die ungleichmäßige Kornstruktur ein unruhiges Eigenleben hatte, welches das Filmgeschehen zu sehr störte. Das farbige Bewegtbild vor 1932, sofern mit Naturfarben arbeitend und nicht von Hand nachkoloriert, wurde hauptsächlich auf die qualitativ unterlegenen, da lediglich zwei Farben verwendenden, aber günstigeren und technisch einfacheren Verfahren Kinemacolor (ab 1908) und dem gleichnamigen Vorgänger (ab 1917) des späteren Kodachrome beschränkt blieb. Neben Kodakmaterial, mit dem Technicolor im Kinobereich ab etwa 1932 Anlauf nahm und dem hier ebenso als 35-mm-Film eingesetzten Agfacolor (Deutschland, ab ca. 1940), gab es ab 1932 für billigere Produktionen auch den Zweifarbfilm Cinecolor, der, für drei Farben weiterentwickelt, 1948 auf den Markt kam.